# Martin Hammerich (skolemand)
 Der er flere personer med dette navn, se Martin Hammerich (embedsmand).
Martin Johannes Hammerich (født 4. december 1811 i København, død 20. september 1881 på Iselingen) var en dansk skolemand og forfatter, far til Holger Hammerich.

## Baggrund
Martin Hammerichs far var grosserer, senere agent, Johannes Hammerich, moderen Meta f. Adolph, en sønderjysk bondedatter. I det velhavende hjem herskede en religiøs tone, som for livstid påvirkede såvel Martin som den to år ældre broder Frederik Hammerich. Begge gennemgik Borgerdydskolen på Christianshavn, til hvilken Hammerich siden blev så nøje knyttet, og hvorfra han blev student 1828.
Ved siden af teologi, hvori han tog eksamen 1833, dyrkede han mytologiske og filologiske studier, bl.a. i sanskrit, og fik 1830 accessit for sin besvarelse af Universitetets prisspørgsmål om de frigivnes kår i Roms frihedstid. 1831-34 virkede han som lærer ved Borgerdydskolen, og 1836 tog han magistergraden ved sin afhandling Om Ragnaroksmythen og dens Betydning i den oldnordiske Religion.
Det er efter den tids mytologiske standpunkt et godt og grundigt arbejde, der ligesom hele Hammerichs senere forfattervirksomhed udmærker sig ved åndfuld opfattelse og smuk, omhyggelig fremstilling. En særlig interesse har det som den første disputats, der er skrevet på dansk, idet Hammerich i sin ansøgning med styrke fremhævede det urimelige i at fordre et emne af den nordiske mytologi behandlet på latin.
Det er betegnende for den kærlighed til fædreland og modersmål, der stedse besjælede Hammerich, at han således straks ved begyndelsen af sin bane tilkæmpede det danske sprog et nyt område ved universitetet, skønt en almindelig tilladelse til at benytte det i disputatser først blev givet 1854, medens den mundtlige handling ikke før 1866 blev påbudt at skulle være dansk.

## Rejser
Straks efter rejste Hammerich til Tyskland, Holland og England for navnlig i Bonn og Oxford at fortsætte sine sanskritstudier. Efter nogle måneders ophold i hjemmet drog han 1838 til Frankrig, Schweiz, Italien og Grækenland, hvor han især lagde sig efter oldtidens kunst.
Snart efter sin hjemkomst i året 1839 deltog han ved Frederik 6’s død med H. Hage, Krieger, Monrad, R. Nielsen, Ploug o.fl. i stiftelsen af det udpræget liberale «Studentersamfund» og blev dets formand, men fratrådte, før det i 1840 blev lukket af konsistoriet.
Samtidig holdt han forelæsninger over sanskrit ved universitetet og var 1841-44 konstitueret som docent i dette sprog. Som frugt af denne virksomhed foreligger oversættelsen af Kalidasas’ «Sakuntala» (1845), et af de smagfuldeste og finest forstående oversætterarbejder i vor litteratur (3. udgave 1879).
1841 ægtede Hammerich Anna Mathea Aagaard, datter af assessor H.H. Aagaard til Iselingen ved Vordingborg, i hvis livlige hjem svigersønnen knyttede forbindelse med mange af tidens begavede unge mænd: C.C. Hall, Vilhelm Birkedal, Carl Emil Fenger o.a.

## Rektor
Samme år var han atter indtrådt som lærer ved Borgerdydskolen, og da dennes fortjente rektor Niels Bygom Krarup døde i 1842 kun 50 år gammel, overtog Hammerich styrelsen af skolen, for hvilken han med opgivelse af sin universitetsvirksomhed ofrede sig i de følgende 25 år – en i pædagogisk som i anden henseende stærkt bevæget tid.
Ved skolereformen 1850 gik det tidligere Anden Eksamens kursus over til skolerne, som nu selv skulle afholde deres afgangsprøve, hvilken atter blev omordnet 1864. Ikke blot optoges herved i langt større omfang end hidtil realfag på de lærde skolers undervisningsplan, men 1855 sattes et særlig organiseret realkursus i forbindelse med disse skoler (hvilket forresten allerede længe havde været tilfældet på Christianshavn), og efterhånden fik de også ret til at afholde realafgangseksamen.
På hele denne udvikling fik nu Hammerich betydelig indflydelse både som medlem af flere kommissioner og gennem sine talrige erklæringer og afhandlinger i programmer, blade og tidsskrifter (samlede i hans Smaaskrifter om Kultur og Undervisning, I-V, 1866-82, især III). 1852 havde han fået titel af professor.
Har han end således fornemmelig virket som skoleteoretiker, og skønt han undertiden i praksis vel ensidig gennemførte visse yndlingsmeninger, så hævede han dog især i begyndelsen af sin styrelsestid Borgerdydskolen til en blomstrende tilstand og stod i første række blandt de mænd, der arbejdede for at føre den nye tidsånd, således som den udviklede sig ned imod og efter 1848, ind i skolen.
Human og frisindet, som han var, forstod han mere end hidtil at lade hver enkelt lærer og elev virke i frihed og under selvstændigt ansvar; han stræbte at modarbejde den mere og mere indtrængende faglærerensidighed (Om den rette Grundighed, 1847), og navnlig i den af ham selv ledede danskundervisning i de øverste klasser vidste han på en i høj grad vækkende og dannende måde at samle skolearbejdets resultater.
Han lagde her vægten på ånd og indhold, skriftlig og mundtlig fremstilling, frem for på grammatikken, til hvis indøvelse modersmålet ikke måtte misbruges. I overensstemmelse med tidens nationale strømninger ønskede han undervisning i svensk og oldnordisk og bekæmpede den tyske stil, men hævdede betydningen af de klassiske sprog.
Til undervisningen i modersmålet og dets litteratur knytter sig mange af Hammeerichs skrifter (til dels i Smaaskrifter II og IV): Om det mundtlige Foredrag (1841), Om de fremmede Ord i vort Modersmaal, udgaven af Kingos Aandelige Sjungekor med G. Rode (1856), Bidrag til en Skildring af Holberg (1858), Ewalds Levned (1860), Danmark-Norges Litteratur i kort Overblik (1864) og en række karakteristikker af nordiske digtere i hans fortrinlige Svenske Læsestykker (1859) og Danske og norske Læsestykker (1866).
Med stor åndelig livlighed fulgte Hammerich tidens udvikling og påvirkedes af de nationalliberale, de skandinaviske og til dels af de [[grundtvigian]ske ideer. Han var medstifter af Skandinavisk Selskab 1843, Nordisk Litteratursamfund 1847 og Nordisk Universitets-Tidsskrift 1854 samt stænderdeputeret og medlem af den grundlovgivende forsamling, uden dog at spille nogen fremtrædende rolle som politiker.
En del af hans taler og foredrag er optaget i Smaaskrifter V. I sit af smag og fin dannelse prægede hjem samlede han en kreds af tidens betydelige og åndfulde mænd, som han heller ikke slap, da han efter sin svigerfaders død opgav skolevirksomheden 1867 og bosatte sig på herregården Iselingen, hvor han døde efter et apoplektisk anfald.
Hans ikke ringe videnskabelige anlæg var næppe kommet til deres ret i de af hans hidtidige praktiske virksomhed affødte talrige lejlighedsskrifter, der mere udmærker sig ved omhyggelig formel udarbejdelse og præg af forfatterens harmonisk gennemdannede personlighed end just ved originalitet.

## Politiker
Hammerich var en tid stænderdeputeret og medlem af Den grundlovgivende Rigsforsamling (Københavns 1. distrikt) uden at spille nogen politisk rolle. Men i hans smukke og smagfulde hjem på Christianshavn og senere på Iselingen ved Vordingborg, som han overtog efter svigerfaderens død 1867, samledes mange af Tidens betydeligste mænd fra alle kulturens områder, også mange svenske og norske.
Hans senere års otium fremkaldte et par dygtige arbejder, den populære skildring af [Thorvaldsen]] og hans Kunst (1870), skrevet for Udvalget til Folkeoplysningens Fremme, hvoraf Hammerich var et virksomt medlem, og Om Fremstillingens Kunst i Retning af det almenlæselige (1881), et nyt udslag af hans varme interesse for modersmålets dyrkelse.
Han blev Ridder af Dannebrog 1856.
Han er begravet på Ørslev Kirkegård ved Vordingborg.
Der findes portrætmalerier af Constantin Hansen 1835 samt af Otto Haslund 1882 (begge i familieeje). Portrætteret på Constantin Hansens maleri af Den grundlovgivende Rigsforsamling (1860-64; Frederiksborgmuseet). Studier hertil i Folketinget og i familieeje. Buste af H.W. Bissen 1860 (Frederiksborgmuseet, Glyptoteket, Statens Museum for Kunst, Borgerdydskolen i Helgolandsgade). Portrættegning af Carl Bloch, udført i Rom januar 1862 (Skandinavisk Forening). Portrætmedaljon af Vilhelm Bissen på gravstenen. Posthumt relief af Carl Mortensen i Folketinget. Litografi 1867 efter fotografi. Træsnit af H.P. Hansen samme år